# Route nationale 672
Pour les articles homonymes, voir Route 672.
La route nationale 672 ou RN 672 était une route nationale française reliant Sainte-Foy-la-Grande à Saint-Macaire. À la suite de la réforme de 1972, elle a été déclassée en RD 672.

## Ancien tracé de Sainte-Foy-la-Grande à Saint-Macaire (D 672)
- Sainte-Foy-la-Grande
- Les Lèves-et-Thoumeyragues
- Pellegrue
- Soussac
- Cleyrac
- Sauveterre-de-Guyenne
- Saint-Laurent-du-Bois
- Saint-André-du-Bois
- Le Pian-sur-Garonne
- Saint-Macaire